# Црква Светог Преображења Господњег у Златибору
Црква Светог Преображења Господњег се налази у насељеном месту Златибор, на територији општине Чајетина. Подигнута је у периоду од 1993. до 2013. године и припада Епархији жичкој Српске православне цркве.
Црква, посвећена преображењу Господњем, подигнута је по пројекту професора Архитектонског факултета у Београду Александра Радојевића и Боривоја Анђелковића, комплетну статику храма урадио је професор др Милорад Ристић, док је пројектант-сарадник на изградњи цркве био доцент др Милан Радојевић. Темељи храма су освећени 1993. године на Преображење. Изградња купола је започета 2002. године, а главни грађевински радови су завршени 2005. године. На Михољдан, 12. октобра, 2013. године црква је свечано освештана.
Црква Светог Преображења Господњег на Златибору, по изгледу, наслања се на традицију „Рашке школе”. Саграђена је као једнобродна засведена грађевина, покривена лимом, са кубетом на средини. Кубе је постављено на коцкастом постољу. Са западне стране налази се припрата са звоником, а са бочних страна су певнички трансепти. На источној страни је апсида, изнутра полукружна споља тространа, којој су са јуже и северне стране придодати проскомидија и ђаконикон. Црква заузима површину од 520 метара квадратних. За осликавање зидова цркве задужен је професор Видоје Туцовић.